# Prasinocyma caniola
Prasinocyma caniola är en fjärilsart som beskrevs av W. Warren 1903. Prasinocyma caniola ingår i släktet Prasinocyma och familjen mätare. Inga underarter finns listade i Catalogue of Life.